# Scytinostroma arachnoideum
Scytinostroma arachnoideum är en svampart som först beskrevs av Peck, och fick sitt nu gällande namn av Robert Lee Gilbertson 1963. Scytinostroma arachnoideum ingår i släktet Scytinostroma och familjen Lachnocladiaceae.   Inga underarter finns listade i Catalogue of Life.